# William Vane (3. książę Cleveland)
William John Frederick Vane (ur. 3 kwietnia 1792, zm. 6 września 1864 w Raby Castle) – brytyjski arystokrata i polityk, młodszy syn Williama Vane’a, 1. księcia Cleveland i lady Catherine Margaret Powlett, córki 6. księcia Bolton. Ochrzczony 5 maja 1792 w Westminsterze. Ukończył Brasenose College w Oksfordzie z tytułem Magistra Sztuk Pięknych.
Czyniąc zadość rodzinnej tradycji związał się politycznie z partią wigów. Z ich ramienia długi czas zasiadał w Parlamencie:
- w latach 1812–1815 z okręgu Winchilsea
- w latach 1815–1831 z okręgu Durham
- w latach 1846–1852 z okręgu St. Ives
- w latach 1852–1857 z okręgu Ludlow

3 lipca 1815 r. w St. George’s Church w Londynie, poślubił lady Grace Caroline Lowther (17 lutego 1792 – 1 listopada 1883), córkę Williama Lowthera, 1. hrabiego Lonsdale i Augusty Fane, córki 9. hrabiego Westmorlandu. Małżonkowie nie mieli razem dzieci.
Po bezpotomnej śmierci swojego starszego brata, Henry’ego, w 1864 r. odziedziczył tytuł księcia Cleveland i zasiadł w Izbie Lordów. Nie cieszył się długo tytułem. Zmarł jeszcze w tym samym roku i został pochowany 13 września w Staincross w hrabstwie Durham. Pozostawił po sobie majątek oceniany na 180 000 funtów.